# Adoxomyia lindneri
Adoxomyia lindneri är en tvåvingeart som beskrevs av Dusek och Rozkosny 1963. Adoxomyia lindneri ingår i släktet Adoxomyia och familjen vapenflugor.
Artens utbredningsområde är Slovakien. Inga underarter finns listade i Catalogue of Life.